# Zona de assentamento judeu no Império Russo

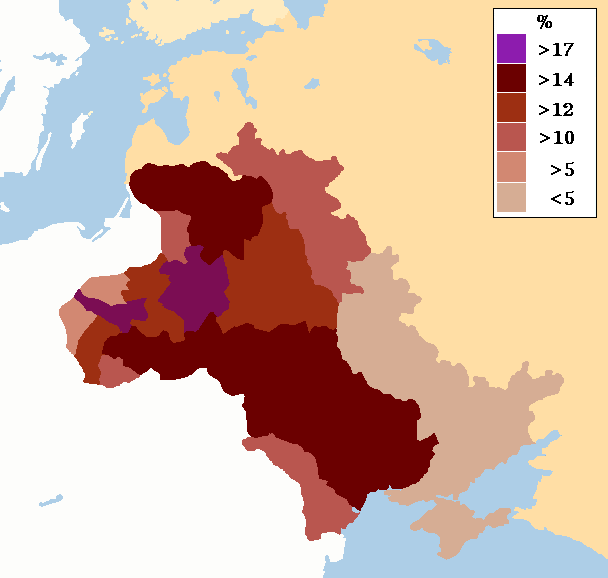
Mapa mostrando a Zona de Assentamento e percentagem da população judaica (1905)

A zona de assentamento judaico no Império Russo  (em russo:  Черта́ осе́длости, transl. chertá osédlosti: "zona de assentamento"; em iídiche:  דער תּחום-המושבֿ, transl. der tkhum-ha-moyshəv; em hebraico:  תְּחוּם הַמּוֹשָב, tḥùm ha-mosháv), às vezes referida como pale (do inglês pale of settlement; em português, "paliçada de assentamento"), foi, entre 1791 e 1915 (formalmente, até 1917), uma parte do território do Império Russo designada para assentamento de judeus. Estes eram, na sua maioria, proibidos de residir em outras partes do território russo mas também em determinadas cidades situadas dentro dos limites da própria zona de assentamento. Somente aos judeus pertencentes a algumas categorias profissionais (tais como os médicos) era permitido viver fora dessa zona. 
A zona de assentamento era definida por uma linha de demarcação oriental, que a separava do restante do Império, e uma linha ocidental, que coincidia com a fronteira entre a Rússia, o Reino da Prússia (posteriormente Império Alemão) e o Império Austro-Húngaro. 
Era constituída por 25 províncias e sua área era equivalente a 20% da Rússia Ocidental. Seus limites correspondiam às fronteiras históricas da antiga Comunidade Polaco-Lituana, incluindo os territórios das atuais Lituânia, Bielorrússia, Polônia, Moldávia e Ucrânia, bem como partes da  Rússia Ocidental. 
Incluía territórios conquistados pelo Império Russo (cuja população era majoritariamente ortodoxa), numa série de conquistas militares e manobras diplomáticas, entre 1791 e 1835, em especial as Partilhas da Polônia (entre Rússia, Prússia e Áustria, em 1772). Mas antes de ser criada a zona de assentamento judaico, ali já existia uma significativa população católica, que ali permaneceu. 

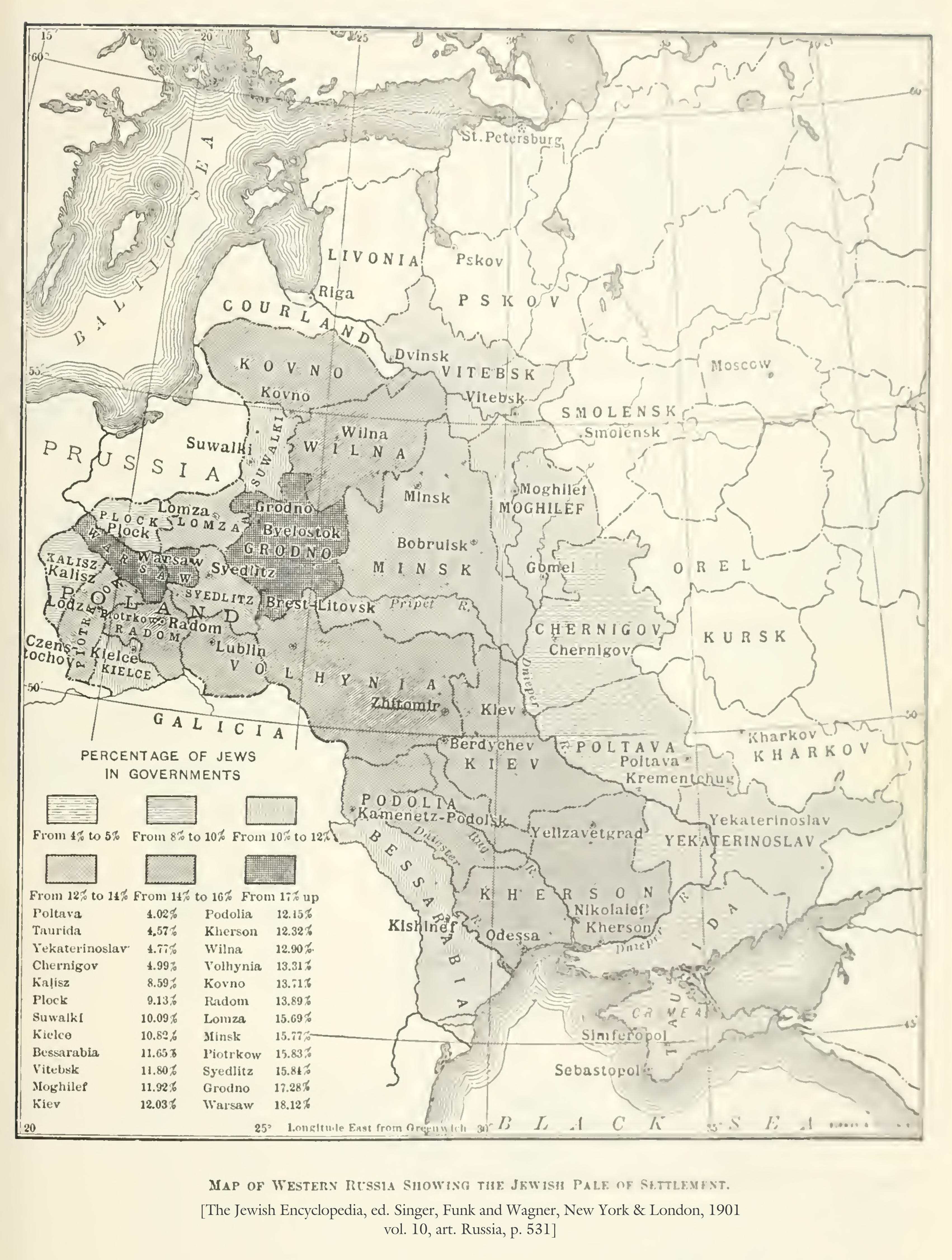
Mapa da Zona de Assentamento. Jewish Encyclopedia (1905)

## Cultura Popular
Há alguns filmes, peças teatrais e obras literárias ambientados na Zona de Assentamento Judeu na Rússia, tais como:
- Um Violinista no Telhado, musical que se passa em 1905 na cidade ucraniana ficcional de Anatevka.
- Um Violinista no Telhado, filme baseado no musical homônimo.
- Yentl, conto de Isaac Bashevis Singer, adaptado para o teatro, em que uma jovem judia finge ser homem para estudar a tradição judaica em uma yeshiva.
- Yentl, filme dirigido por Barbra Streisand, baseado na peça e no livro homônimos.